# Acrolophus scrupulata
Acrolophus scrupulata är en fjärilsart som beskrevs av Edward Meyrick 1913. Acrolophus scrupulata ingår i släktet Acrolophus och familjen Acrolophidae. Inga underarter finns listade i Catalogue of Life.